# Atherinomorus duodecimalis
Atherinomorus duodecimalis és una espècie de peix pertanyent a la família dels aterínids.

## Descripció
- Pot arribar a fer 11 cm de llargària màxima.
- 5-7 espines i 9-10 radis tous a l'aleta dorsal i 1 espina i 12-13 radis tous a l'anal.
- L'extrem de la mandíbula superior s'estén lleugerament cap enrere.
- L'anus es troba entre 2 i 4 escates davant dels extrems de les aletes pèlviques, rarament més de 3.[6][7][8]

## Hàbitat
És un peix d'aigua marina i salabrosa, oceanòdrom, associat als esculls i de clima tropical (19°N-23°S), el qual habita aigües costaneres poc fondes.

## Distribució geogràfica
Es troba a l'Índic i el Pacífic occidental: des d'Aldabra, les Comores i Madagascar fins a Salomó, les illes Filipines, les illes Carolines i Nova Caledònia.

## Observacions
És inofensiu per als humans.